# اتحاد رومانيا لكرة القدم

شعار الاتحاد الروماني السابق

تأسس الاتحاد الروماني لكرة القدم (بالرومانية: Federația Română de Fotbal) في عام 1909م وانضم إلى الاتحاد الدولي لكرة القدم في 1923م وانضم إلى الاتحاد الأوروبي لكرة القدم في 1954م.